# 潘輔
潘輔（1456年—？），字良佐，遼東廣寧左衛籍，浙江建德縣人，明朝政治人物。

## 生平
山東鄉試第四十二名舉人。弘治六年（1493年）中式癸丑科會試第四十三名，三甲第一百二十二名進士。

## 家族
曾祖潘養正；祖父潘宗凱，同知；父潘明，母周氏。慈侍下。